# 非破壊検査 (企業)
非破壊検査株式会社（ひはかいけんさ）は、大阪府大阪市西区に本社を置く工業用プラントの保守・点検等を行う企業である。

## 沿革
- 1957年 - 山口多賀司が大阪市で会社設立。
- 1962年 - 中外医線株式会社と合弁で非破壊検査工業株式会社を設立。
- 1965年 - ポニー原子工業株式会社（現・ポニー工業株式会社）を設立。
- 1970年 - 非破壊検査サービス株式会社を設立。

## 提供番組
現在
- 遠くへ行きたい（読売テレビ製作・日本テレビ系）
- 京都知新（毎日放送）
- BS日本・こころの歌（BS日テレ、一社提供）
- 友近・礼二の妄想トレイン（BS日テレ）
- WEDNESDAY F1 TIME（DAZN、2024年5月 - ）

過去
- ウェークアップ!ぷらす（読売テレビ製作・日本テレビ系）
- 開運!なんでも鑑定団（テレビ東京・関東ローカル）